# Matthias Jendricke
Matthias Jendricke (* 23. Januar 1972 in Nordhausen) ist ein deutscher Kommunalpolitiker (SPD) und seit Mai 2015 Landrat des Landkreises Nordhausen. Von 2005 bis 2015 war er Erster Beigeordneter (Bürgermeister) der Stadt Nordhausen.

## Leben
Matthias Jendricke machte im Jahr 1990 sein Abitur in Nordhausen und ging ein Jahr später an die Universität Göttingen, die er im Jahr 2000 als Diplom-Kaufmann verließ.
Er gehört der evangelischen Kirche an, ist seit 2009 verheiratet und hat zwei Töchter.

## Politik
Jendricke trat im Jahr 1993 der SPD bei. Ein Jahr später zog er als jüngstes Mitglied in den Nordhäuser Stadtrat ein und wurde 1999 SPD-Fraktionsvorsitzender. Im selben Jahr wurde er in den Kreistag gewählt. In den Jahren 2001 bis 2005 war er Erster Beigeordneter des Landkreises Nordhausen.
Am 1. Dezember 2004 wurde Jendricke vom Stadtrat in das Amt des Ersten hauptamtlichen Beigeordneten (Erster Bürgermeister) der Stadt Nordhausen gewählt. Am 7. Februar 2011 wählte ihn der Stadtrat im dritten Anlauf mit 19 von 37 Stimmen erneut zum Bürgermeister von Nordhausen; 17 Mitglieder enthielten sich der Stimme. Bei der Stichwahl im Mai 2012 für das Amt des Oberbürgermeisters von Nordhausen unterlag er Klaus Zeh (CDU) mit 48,9 Prozent.
Gegen Jendricke wurde ab dem 22. März 2013 wegen des Verdachts der Vergewaltigung und sexuellen Missbrauchs widerstandsunfähiger Personen ermittelt; der Vorwurf der Vergewaltigung wurde im Laufe des Verfahrens fallen gelassen. Bis zur Einstellung des Ermittlungsverfahrens am 26. September 2013 blieb er beurlaubt. Danach war er zuständig für das Ordnungsamt (einschließlich Wohngeldstelle), die Berufsfeuerwehr sowie für das Bauordnungsamt. Jendricke leitete einige Dienstaufsichtsbeschwerden gegen Klaus Zeh ein, die jedoch alle von der Kommunalaufsicht zurückgewiesen wurden.
Bei der Nominierung zur Landratswahl setzte er sich gegen die amtierende kommissarische Landrätin Jutta Krauth durch. Zur Wahl am 26. April 2015 erreichte Jendricke 34,0 Prozent. Die Stichwahl gegen Stefan Nüßle (CDU) am 10. Mai 2015 gewann er mit 64,7 Prozent (12.495 Stimmen) bei einer Wahlbeteiligung von 27,7 Prozent. Am 18. Mai 2015 trat er die Stelle als Landrat offiziell an und wurde am 30. Juni vereidigt. Nach seiner Wiederwahl im April 2021 läuft seine zweite Amtszeit bis 2027.
Am 17. März 2016 wurde Jendricke zum Vorsitzenden des SPD-Ortsvereins Nordhausen gewählt.